# Aloys Perregaux
Pour les articles homonymes, voir Perrégaux.
Aloys Perregaux, né le 27 janvier 1938 à Cernier, est un peintre suisse.

## Biographie
Après avoir essayé plusieurs techniques, il maîtrise particulièrement l'aquarelle. Il peindra beaucoup de paysages neuchâtelois, de l'Europe méditerranéenne, du nord de l'Afrique et d'Asie (Israël, Turquie, Iran, Vietnam, Bali, Hong Kong et Indes). Aloys Perregaux dessine aussi des vitraux, dont en particulier ceux du Temple de Saignelégier (Les 7 jours de la Création) et ceux posés dans l'église de Cernier, son village natal, en 2007.
Licencié es-lettres, Aloys Perregaux publie en 1981 une thèse de doctorat sur Charles Lapicque intitulée Lapicque et sa démarche créative.

## Publications
- Rome, aquarelles et journal de voyage, éditions Gilles Attinger
- Aquarelles nord-africaines, Aquarelles et journal de voyage, éditions Gilles Attinger
- Aquarelles 2003-2005, Aquarelles, éditions Gilles Attinger
- De l'Adrar au Tagant, Petits tableaux persans, Au soleil du Mali, textes de Nicolas Rousseau et aquarelles d'Aloys Perregaux, édition l'Harmattan
- L’espace de la couleur, 2003, éditions Vie Art Cité et Musée d'art et d'histoire de Neuchâtel
- Lapicque et sa démarche créative, éditions Ides et Calendes, Neuchâtel, 1983